# (You Make Me Feel Like) A Natural Woman
(You Make Me Feel Like) A Natural Woman – singiel amerykańskiej piosenkarki soulowej Arethy Franklin,  wydany w 1967 roku na jej dwunastym albumie Lady Soul. Tekst napisał Gerry Goffin, zaś muzykę skomponowała Carole King. Piosenka stała się jedną z najpopularniejszych z repertuaru Franklin, osiągając ósmą pozycję na liście Billboard Hot 100. Utwór doczekał się licznej ilości coverów, w tym samej Carole King, która nagrała swoją wersję utworu na płycie Tapestry, z 1971 roku. W 2015 roku, Franklin wykonała utwór ponownie, w hołdzie dla King, podczas ceremonii Kennedy Center Honors.

## Pozycje na listach przebojów
| Kraj              | Lista             | Pozycja | Status      |
| ----------------- | ----------------- | ------- | ----------- |
| Australia         | Aria Charts       | 36      | –           |
| Kanada            | RPM               | 11      | –           |
| Stany Zjednoczone | Billboard Hot 100 | 8       | –           |
| Stany Zjednoczone | Billboard R&B     | 2       | –           |
| Stany Zjednoczone | Cash Box Top 100  | 12      | –           |
| Szwecja           | Sverigetopplistan | 12      | –           |
| Wielka Brytania   | UK Singles Charts | 79      | złota płyta |

## Inne wersje
- Peggy Lee nagrała własną wersję w 1969 roku na albumie A Natural Woman.[2]
- Rod Stewart nagrał cover utworu w 1974 roku na płycie Smiler.[2]
- Bonnie Tyler wykonuje utwór na płycie Natural Force, z 1978 roku.[2]
- Whitney Houston wykonywała utwór regularnie podczas swojej trasy koncertowej Bodyguard World Tour, zazwyczaj dedykując występ Franklin lub swojemu mężowi, Bobby'emu Brownowi.[2]
- Céline Dion nagrała cover utworu w 1995 roku i wydała go jako singiel z albumu Tapestry Revisited: A Tribute to Carole King.[3]
- Mary J. Blige również nagrała cover utworu w 1995 roku do albumu New York Undercover.[2]
- W 1998 roku, Franklin wykonała utwór razem z Dion, King, Mariah Carey, Shanią Twain i Glorią Estefan podczas koncertu VH1 Divas Live 98.[4]
- Kelly Clarkson wykonała utwór w 2002 roku, w jednym z odcinków programu American Idol, który później wygrała.[2]
- Edyta Górniak nagrała cover piosenki w 2013 roku.[5]
- W 2014 roku, Amber Riley wykonała utwór w jednym z odcinów serialu Glee.[6]
- W 2018 roku, Mateusz Ziółko wygrał finałowy odcinek dziesiątej edycji programu Twoja twarz brzmi znajomo, wcielając się w postać Franklin i wykonując ten utwór.[7]

## Pozycje w zestawieniach
- Utwór zajął 90. pozycję na reedycji listy 500 utworów wszech czasów według magazynu Rolling Stone.[8]